# Eridanus
Eridanus (Eri), o Rio Erídano, é uma constelação do hemisfério celestial sul. O genitivo, usado para formar nomes de estrelas, é Eridani.
Dessas, a mais brilhante é Achernar. ε Eri, uma estrela similar ao sol, também é destacável, por ter pelo menos um planeta confirmado.
As constelações vizinhas, segundo as fronteiras modernas, são o Órion, o Touro, a Baleia, a Fornalha, a Fênix, a Hidra Macho, o Relógio, o Cinzel e a Lebre.